# Кубинское болеро
Кубинское болеро — музыкальный жанр кубинского происхождения, популярный в иберо-американских странах.

## История
Жанр можно идентифицировать по некоторым ритмическим элементам и новым формам композиции, которые появились в музыкальном творчестве на острове Куба в XIX веке. Несмотря на то, что он разделяет название с испанским болеро, который представляет собой танец, возникший в XVIII веке и исполняемый в размере 3/4, кубинский жанр развил другую ритмическую ячейку и мелодию в 4/4 времени.
Типичное кубинское болеро появилось примерно в 1840 году. Принято считать, что первым болеро было «Тристезас», написанное кубинцем Хосе Пепе Санчесом в Сантьяго-де-Куба в 1883 году.